# 埃亨比希尔
埃亨比希尔是奥地利蒂罗尔州罗伊特县的一个市镇。总面积7.3平方公里，总人口790人，人口密度108.2人/平方公里（2005年）。